# Tribunizischer Prozess
Der tribunizische Prozess war ein Gerichtsverfahren, das zur Zeit der römischen Republik vor dem concilium plebis, einer der Einrichtungen der Volkstribune (tribuni plebis) geführt wurde. Angeklagt wurden diejenigen, die entweder die Sakrosanktität der Tribune verletzt oder deren Recht auf Mitwirkung (ius agendi cum plebe) gestört hatten. Auch die Beeinträchtigung von tribunizischen Versammlungen war Anklagegrund.

## Ursprünge
Nach außen hatten die Tribune bereits in prädecemviraler Zeit ein Selbsthilferecht zum Schutz der Plebs gegen das patrizische imperium organisiert, das auch als Notwehrrecht verstanden werden kann, das ius auxilii. Auf diesem aufbauend, reichen die Wurzeln der tribunizischen Prozessformen wohl ebenfalls in die Zeit der ersten Standeskämpfe zurück, als die sozialen Konflikte zwischen Patriziern und Plebejern ihre ersten Höhepunkte erreichten. Die Tribunen versuchten die patrizischen Interessen in der Frühphase derart stark zu beschneiden, dass darin missbräuchliches Tun gesehen wurde. Cicero deutet in seinem Werk De legibus nämlich an, dass bestimmte Regelungen im Zwölftafelgesetz wohl deshalb eingebracht wurden, weil es galt, den ausufernden Kapitalprozessen Einhalt zu gebieten. Kapitalprozesse, also Prozesse, bei denen Todesstrafe, Verbannung oder der Verlust des Bürgerrechts zu erwarten waren, wurden fortan aus dem Kompetenzbereich des Volksgerichtshofs in Gestalt des conilium plebis ausgegliedert und an die Zenturiatskomitien (comitia centuriata) abgegeben. Einberufen durfte den Komitialprozess überdies nur noch der zuständige Obermagistrat.
Seinem Charakter nach stellte der tribunizische Prozess ein „revolutionäres Volksgerichtsverfahren“ dar, das es nach erfindungsreicher annalistischer Auffassung immer schon gegeben haben soll. Die Verfahren richteten sich nicht zwangsläufig gegen die Vertreter des eigenen Standes, vornehmlich waren es sogar Patrizier, gegen die Anklage erhoben wurde. Zeugnis darüber legen die Geschichtsschreiber Livius und Dionysios ab. Bei Verurteilung drohten Kapitalstrafen, die Verhängung einer Mult (Geldstrafe) oder auch der Vermögenseinzug. Um den Angeklagten über die Dauer des Prozesses in der Stadt zu halten, durfte das Zwangsmittel der Verhaftung angewendet werden. Es handelte sich aber um das einzige verfügbare Zwangsmittel, wirksam nur dann, wenn es nicht am geschlossenen Widerstand der Patrizier scheiterte.

## Kapitalprozess, Mult und Perduellionsprozess
Das erste als quellensicher geltende tribunizische Kapitalverfahren war der Prozess gegen P. Claudius Pulcher wegen Missachtung ungünstiger Auspizien. Er erhielt eine Geldstrafe. Der Kapitalprozess wandelte in dieser Zeit bereits seinen Schutzzweck. Ursprünglich diente er der Sanktion von Verletzungshandlungen an der Sakrosanktität und von Störung der Abhaltung von Versammlungen, erhielt aber seit der lex Hortensia zunehmend den Charakter eines Rechenschaftsprozesses.
Den ersten historisch glaubhaften tribunizischen Multprozess führte der Volkstribun M. Scantius 293 v. Chr. gegen den Konsul des Vorjahres L. P. Megellus, weil er einen vom Senat nicht abgesegneten Triumph abgehalten hatte. Multprozesse wurden gegen Repräsentanten der Obermagistrate und Zensoren ebenso geführt wie gegen Amtsinhaber aus der Stellung der Quaestur oder aus den Reihen der tresviri capitales. Aber auch Private und Legaten fanden Platz auf den Anklagebänken. Kam während des Multprozesses der Verdacht auf, dass der gerichtliche Verhandlungsgegenstand eine perduellio darstellen könnte, gab das Volksgericht den Prozess an die Zenturiatskomitien ab, um ihn dort verhandeln zu lassen. Historisch gesichert ist nur ein einziger Verweisungsfall dieser Art, und zwar der, den Caesar gegen Rabirius im Jahr 63 v. Chr. angestrengt hatte.
Tatbestandlich nicht klar umrissen, gab jede Art von staatsfeindlichem Verhalten, zu denken ist an Hochverrat, an Feigheit vor dem Feind oder an die Nichtbeachtung der tribunizischen Interzession, einen hinreichenden Grund dafür, den Delinquenten mit dem Vorwurf der perduellio zu konfrontieren. Die XII Tafeln ordneten bei Verurteilung die Todesstrafe an, später konnte Exil resultieren. Fälle von Perduellionsprozessen, regelmäßig vor den Zenturiatskomitien geführt, könnten die Verfahren gegen die Prätoren Gnaeus Fulvius Flaccus (Prätor 212 v. Chr.) und Gaius Plautius (Prätor 146 v. Chr.) gewesen sein. Säumige oder sich entziehende Angeklagte wurden per Plebiszit verbannt, zudem konnte das Vermögen eingezogen werden. In postgracchischer Zeit kamen Perduellionsprozesse nur noch selten vor.